# Канавинский район
Кана́винский райо́н (сокращённо — Кана́вино) — один из восьми внутригородских районов в составе Нижнего Новгорода в Заречной части города.
С 1918 по 1928 год Канавино являлся городом.

## Название
Точная этимология названия неизвестна, но некоторые филологи считают, что оно произошло от названия денежной единицы куны. Другая версия происхождения — патроним: от эрзянского, либо мордовского дохристианского женского имени Кунава (Конява), обозначающее жену знатного человека, царицу, вероятно, владевшую этими землями. Существует также основанная на легенде версия, которая, впрочем, отвергается филологами как несостоятельная: якобы на левом берегу Оки стоял шинок, принадлежавший некоей куме, а любители гульбы и пьянства ещё с реки, приближаясь к шинку, кричали «Кума, вина!» Именно эта легенда легла в основу знаменитой оперы П. И. Чайковского «Чародейка».
Переход от произношения «Кунавино» в «Канавино» произошёл в первой половине XX века.

## Расположение района
Канавинский район расположен в Заречной части Нижнего Новгорода, на левом берегу реки Оки и правом берегу реки Волги. Район граничит с Автозаводским, Ленинским и Московским районами города.

## Население
| 2002     | 2009     | 2010     | 2012     | 2013     | 2014     | 2015     |
| -------- | -------- | -------- | -------- | -------- | -------- | -------- |
| 160 894  | ↘156 841 | ↘155 113 | ↗155 290 | ↗156 333 | ↗156 991 | ↗157 323 |
| 2016     | 2017     | 2018     | 2019     | 2020     | 2021     | 2023     |
| ↗157 518 | ↘157 017 | ↘156 962 | ↘156 139 | ↘155 247 | ↘147 717 | ↘145 844 |

## Микрорайоны и посёлки, входящие в состав Канавинского района
- историческая территория Старое Кана́вино — микрорайон Центр Канавина (население 6,3 тыс. чел., 2016[1]);
- 15 квартал (население 11,1 тыс. чел., 2016[1]);
- микрорайон Агрокомбинат Горьковский (население 3,4 тыс. чел., 2016[1]);
  - посёлок Тепличный;
- микрорайон Горде́евский (население 22,1 тыс. чел., 2016[1]);
- микрорайон Ленгородок (население 8,1 тыс. чел., 2016[1]);
- микрорайон Лесной городок (население 11,6 тыс. чел., 2016[1]);
- микрорайон Меще́рское Озеро (население 45,5 тыс. чел., 2016[1]);
  - I, II, III, IV, V микрорайоны;
  - ЭЖК[16] Меще́рское озеро (население 15,2 тыс. чел., 2016[1]);
- микрорайон Сортировочный (население 19,2 тыс. чел., 2016[1]);
- микрорайон Ярмарка (население 11,9 тыс. чел., 2016[1]);
- посёлок Берёзовский (население 3,3 тыс. чел., 2016[1]);
- посёлок Володарского (население 7,4 тыс. чел., 2016[1]);
- микрорайон Шпальный (население 7,4 тыс. чел., 2016[1]);
- посёлок Ю́динцева.

## История района

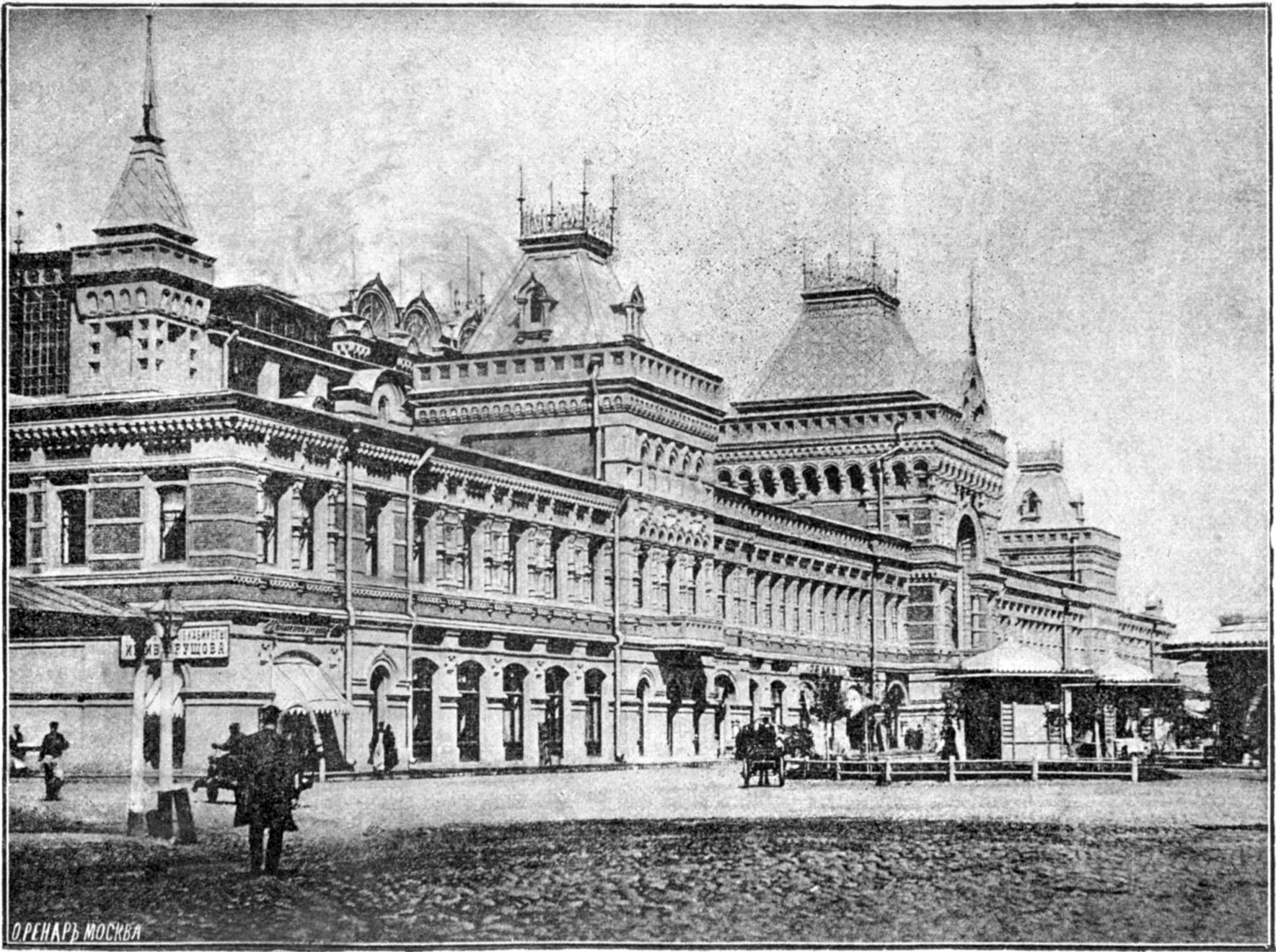
Главный ярмарочный дом. 1895 год

Канавинский район — один из старейших районов Нижнего Новгорода. Первое упоминание о нём как о Кунавинской слободе относится к 1599 году.

До 1928 года Канавино было самостоятельной административной единицей (с 1919 года — городом), а с 1928 года как район вошло в состав Нижнего Новгорода.

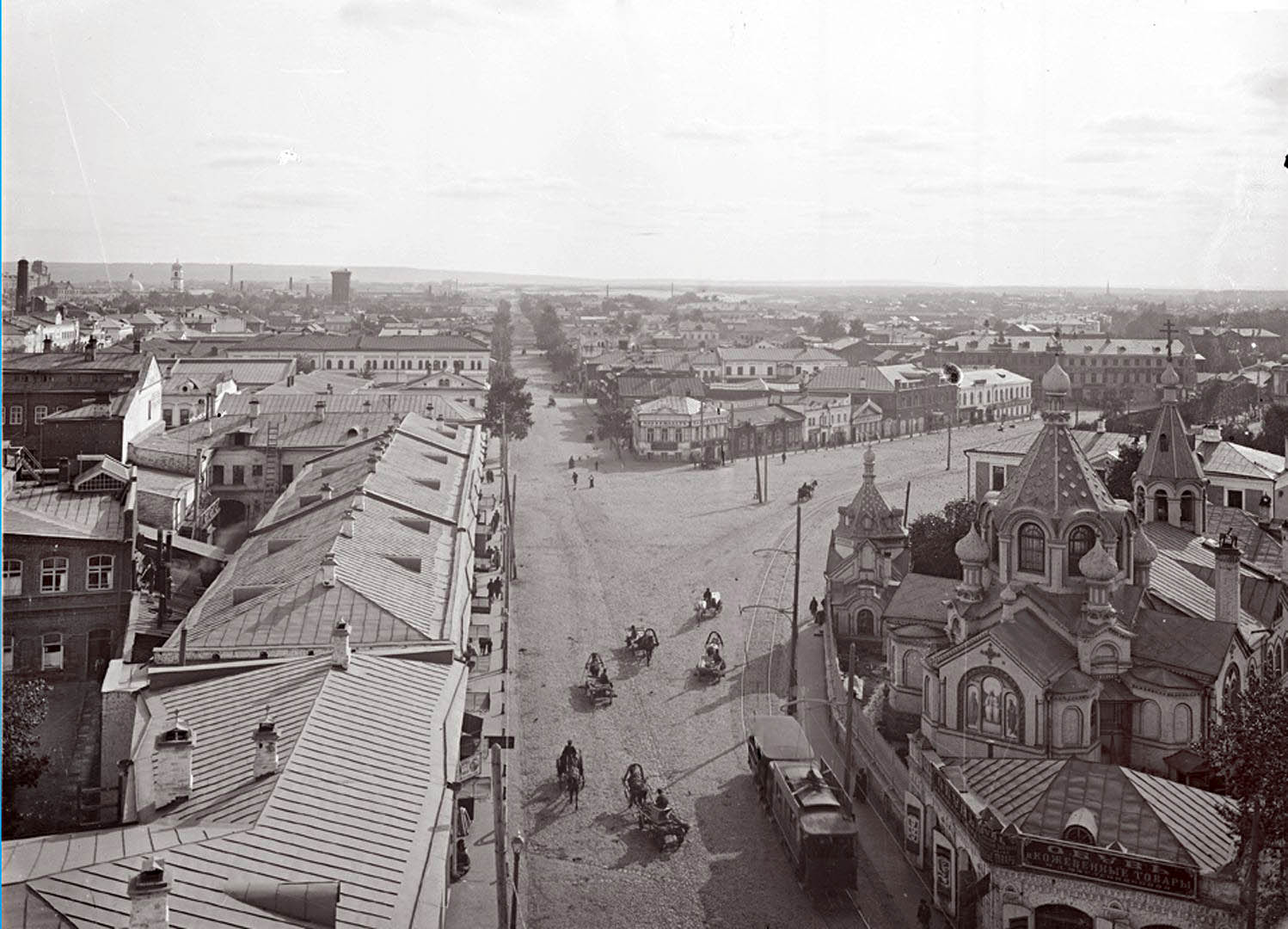
Канавино. Вид с Макарьевской части. Начало XX века.

В 1929 году здесь было организовано первое предприятие заводов «Форд» в России — «Автосборочный завод № 1», и первый советский грузовой «Форд», на базе которого была впоследствии построена знаменитая «полуторка», вышел из заводских ворот 1 февраля 1930 года.
Имя собственное в названии улицы О́бухова в Канавинском районе Нижнего Новгорода является ошибочным. Изначально улица именовалась Обу́ховской в честь Обу́ховской оборо́ны — одного из первых в российской истории открытых политических выступлений рабочих на Обуховском сталелитейном заводе под Санкт-Петербургом, переросшее 7 (20) мая 1901 год в столкновение с полицией и войсками. Однако со временем распространилось разговорное сокращение названия с изменённым окончанием и ударением — улица О́бухова. Несмотря на то, что долгое время в справочниках улиц города указывалось правильное название улицы, ещё в 80-х годах XX века на домах появились таблички с «народным» названием. В 2003 году в атласе «Нижний Новгород. Адресный план города» название «улица Обухова» было указано, как официальное. Ныне это название улицы значится на всех интернет-картах и в изданных справочниках.

## Экономика

### Промышленные предприятия
На территории района находится 31 крупное и среднее предприятие,
из них 22 предприятия, выпускающих промышленную продукцию.
- ОАО «Красный Якорь»;
- ОАО «Нижегородский мукомольный завод»;
- ОАО «Мельинвест»;
- ПАО «Нормаль»;
- ОАО «Волговятсквторцветмет»;
- ОАО «Нижегородский масло-жировой комбинат»;
- ООО «Нижегородское УПП ВОС»;
- ОАО «Лакокраска»;
- ОАО «Горьковский металлургический завод»;
- ОАО «Втормет»;
- ОАО «Нижегородский печатник»;
- ООО «Кондитерская Фабрика „1 мая“»;
- ОАО «Нижегородский картонно-рубероидный завод»;
- ЗАО «Инструмент»;
- ОАО «Нижегородский завод аппаратуры связи им. А. С. Попова».

### Торговля

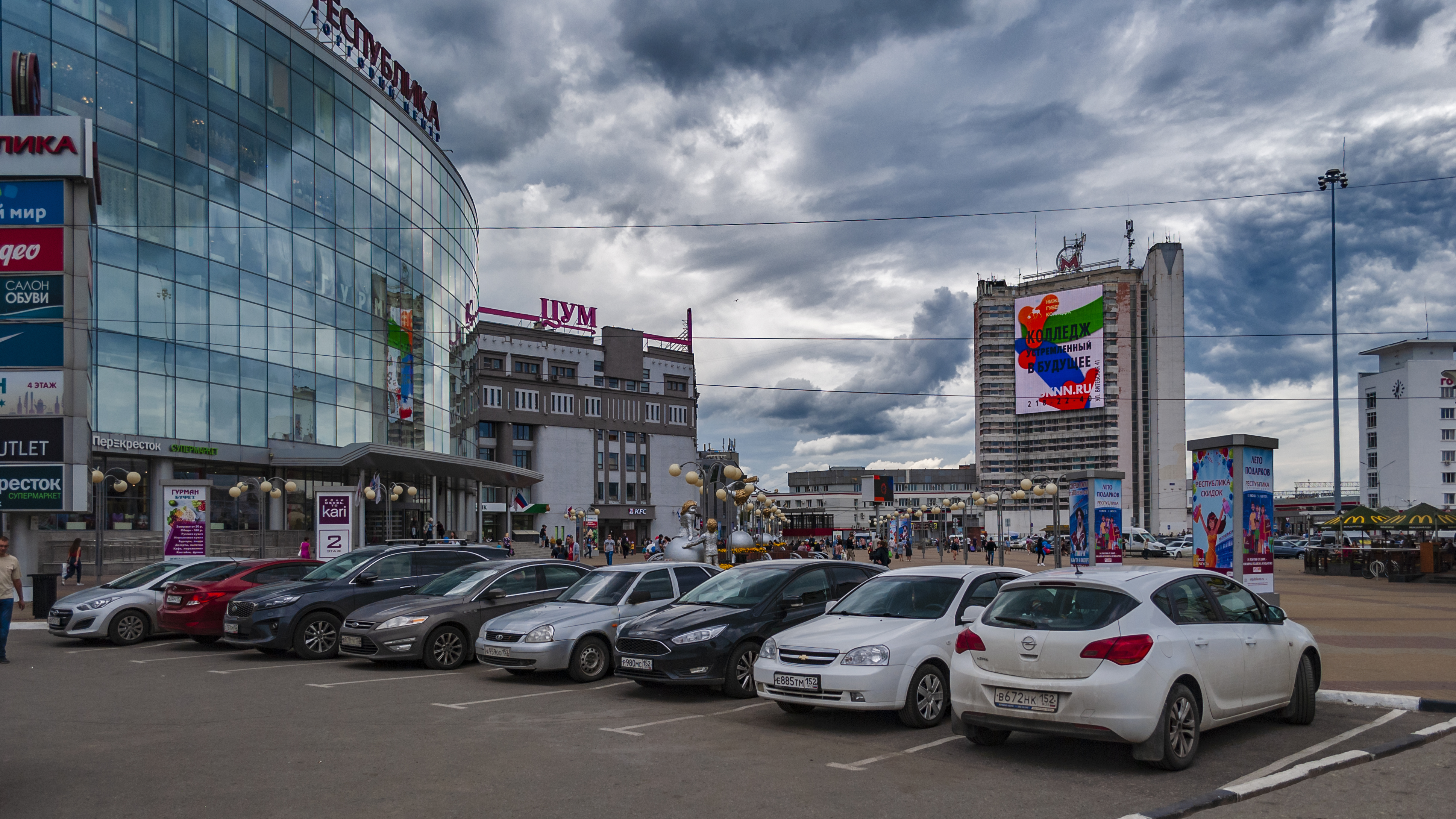
Площадь Революции

В районе работают крупные предприятия торговли: торгово-развлекательные центры «Седьмое небо» и «Рио», торговые центры «Республика», «Аврора», Центральный универмаг, Гордеевский универмаг, Нижегородская ярмарка, «Чкалов», «Сити», «Дом торговли», «Шайба», Центральный рынок (Канавинский), «Метро Кэш & Кэрри», строительный гипермаркет «Касторама», авторынок «Московский» и многие другие предприятия.
По объёму розничного товарооборота Канавинский район среди районов города стабильно находится на третьем месте после Нижегородского и Автозаводского.

### Транспорт
Канавинский район является транспортным узлом Нижнего Новгорода: на его территории находится Московский вокзал с пересадочной станцией метро «Московская», на которой расположены сразу две линии. По территории района проходит большой поток автотранспорта из Заречной в Нагорную часть города через Канавинский мост, а также на север Нижегородской области (Борский мост) и в Балахну, Городец, Сокольское, Иваново, Кострому.

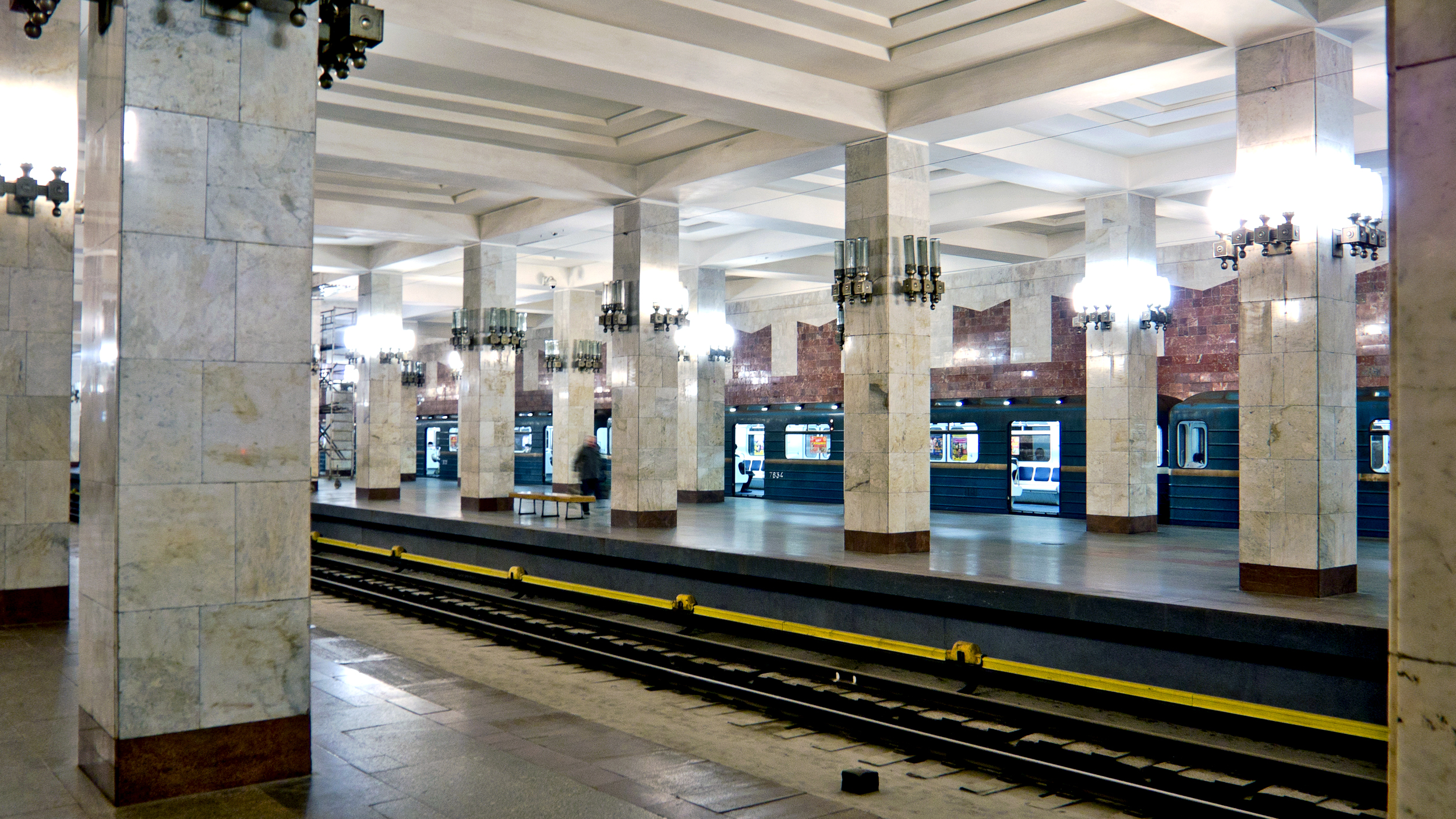
Нижегородский метрополитен. Станция «Московская»

Метрополитен. В районе Железнодорожного вокзала (пл. Революции) находится станция метро «Московская» — единственная пересадочная станция Нижегородского метро. На ней осуществляется переход с Сормовско-Мещерской на Автозаводскую линию. Станция «Московская» — самая широкая станция метро в Нижнем Новгороде, она располагает сразу четырьмя путями для кроссплатформенной пересадки. Также на территории Канавинского района находятся станции Автозаводской линии — «Чкаловская» (ул. Октябрьской революции, в районе парка имени 1 мая и Дворца культуры имени Ленина) и «Ленинская» (в начале проспекта Ленина, на границе с Ленинским районом), и Сормовско-Мещерской линии — «Стрелка» (в I микрорайоне Мещерского озера, у Мещерского бульвара, улиц Бетанкура и Карла Маркса).

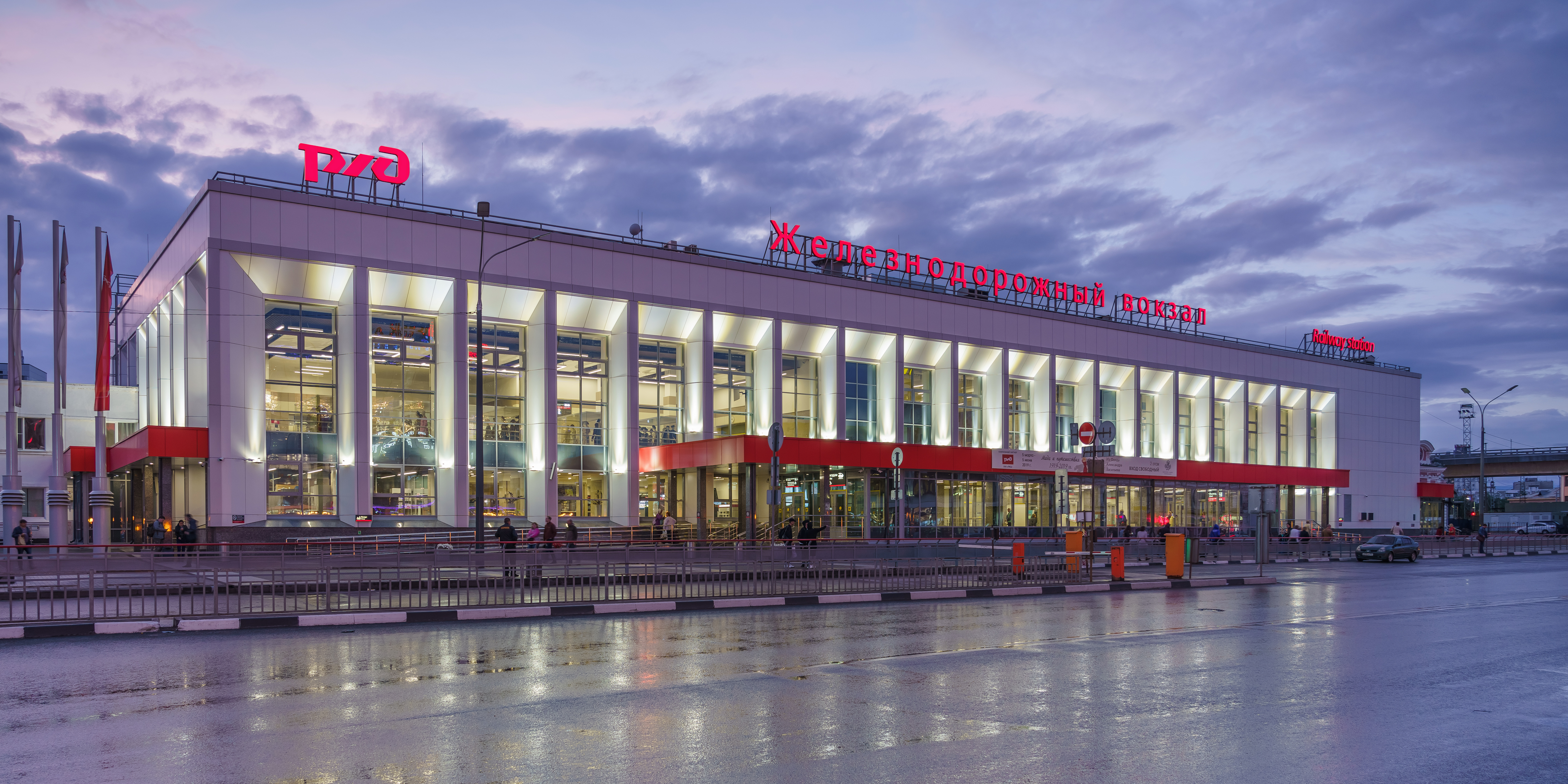
Московский вокзал

Городская электричка. В районе насчитывается 2 линии: Сормовская (первая) и Приокская (вторая). По 1-й линии электропоезда отправляются от Московского вокзала в Сормовский район до станции «Починки». Интервал движения в часы пик — 20 — 30 минут. Стоимость проезда по 1-й линии такая же, как и на другом общественном транспорте — 40 рублей наличными и 35 рублей по транспортной или банковской карте.
2-я линия работает только в летний период и соединяет между собой Канавинский, Ленинский, Автозаводский и Приокский районы. Электропоезда отправляются с Московского вокзала до станции «Проспект Гагарина», заезжая в пригород. Стоимость проезда на 2-й линии может варьироваться в зависимости от тарифной зоны.
Автобусный транспорт. Автобусные перевозки осуществляются муниципальными автобусами (ЛиАЗ) и частными маршрутными такси (ПАЗ). Городской автобусный транспорт связывает Канавинский район со всеми районами Нижнего Новгорода. Крупнейший конечный остановочный пункт — улица Долгополова. От него автобусы отправляются в центр города, микрорайоны Щербинки, Верхние Печёры, Кузнечиху, Сортировочный, пос. Дубравный.
С Канавинского автовокзала, напротив станции метро «Канавинская», который обслуживает Московское и Дзержинское направления, отправляются пригородные (Дзержинск, Балахна, Заволжье, Городец, Чкаловск, Бор, Память Парижской Коммуны, Макарьево и Михайловское) и междугородные (Москва, Ковернино, Хохлома, Сокольское, Пучеж, Юрьевец, Кинешма, Иваново, Палех, Кострома, Пестяки) автобусы.
Троллейбус. Крупнейшим троллейбусным конечным остановочным пунктом Канавинского района является остановка «Микрорайон Мещерское озеро». Оттуда троллейбусы отправляются до остановок «Платформа Чаадаево» (№ 3), «Агрокомбинат „Горьковский“» (№ 10), «Микрорайон Сортировочный» (№ 25). Также временно закрыты маршруты № 18, соединявший микрорайон Мещерское озеро с центром Ленинского района Нижнего Новгорода (Памирская ул.) и № 23. Троллейбусные маршруты № 8 и № 15 отходят от Железнодорожного вокзала. 15 троллейбус соединяет Московский район (следует от остановки «Тоннель. Московский вокзал» до платформы Чаадаево), троллейбус № 8 соединяет Железнодорожный вокзал с Сормовским районом (следует до улицы Дубравной).
Маршруты троллейбуса в Канавинском районе:
- № 3 Мещерское озеро — Бурнаковский проезд — платформа Чаадаево,
- № 8 Московский вокзал — УЛица Дубравная,
- № 10 Мещерское озеро — Агрокомбинат «Горьковский»,
- № 15 платформа Чаадаево — пр. Героев — Московский вокзал,
- № 25 Мещерское озеро — ул. Архангельская — Мещерское озеро.

Трамвай. Остановка «Московский вокзал» является крупнейшим конечным остановочным пунктом трамваев Нижнего Новгорода. От неё отправляются маршруты во все районы города:
- № 1 Московский вокзал — Чёрный пруд (Нижегородский район),
- № 3 Московский вокзал — парк «Дубки» (Ленинский район),
- № 6 Московский вокзал — центр Сормово (Сормовский район),
- № 7 Московский вокзал — ул. Ярошенко (Сормовский район),
- № 417 Московский вокзал — 52 квартал (Ленинский, Автозаводский районы). Дебаркадер в Старом Канавине

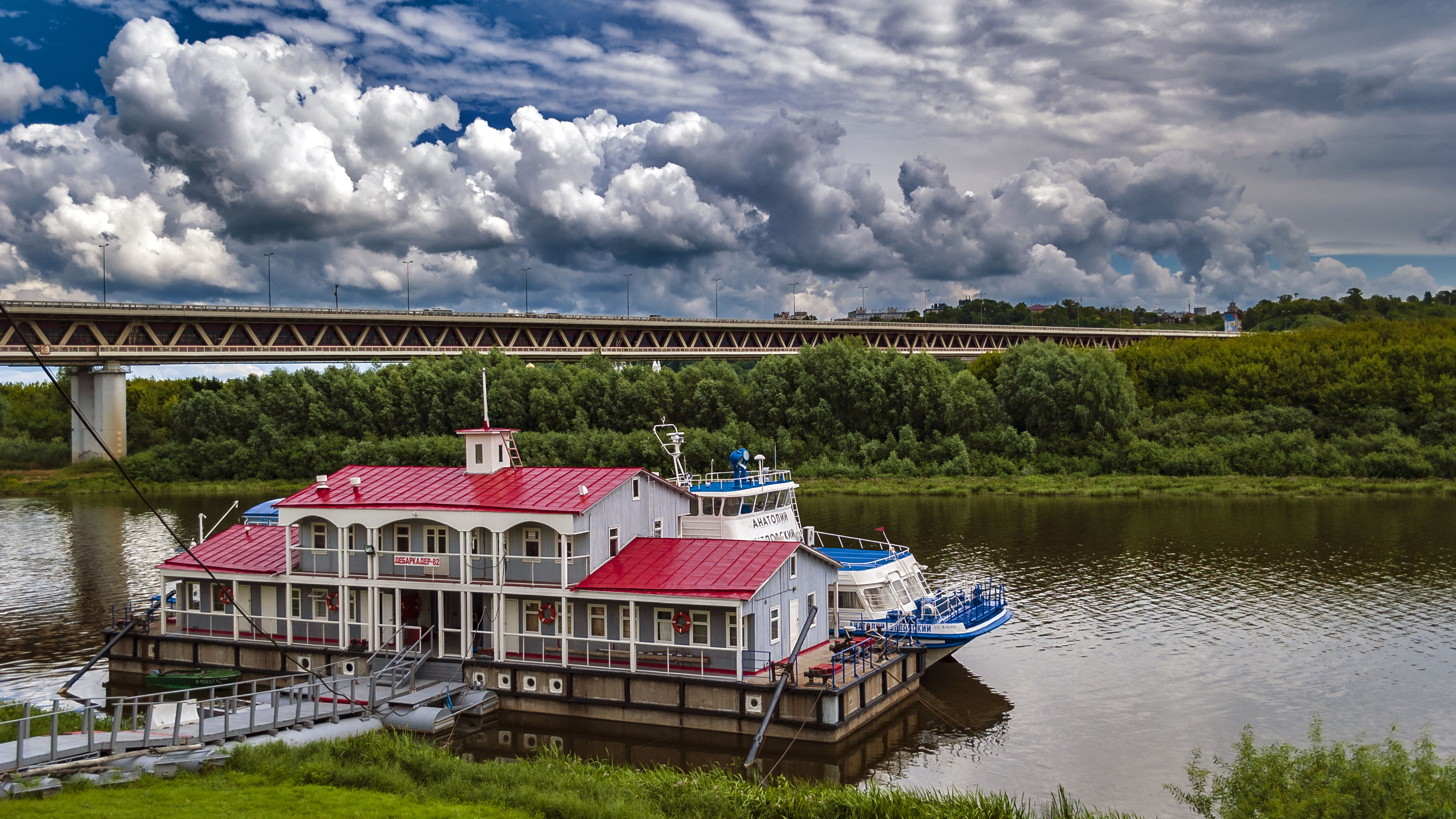
Дебаркадер в Старом Канавине

Железнодорожный транспорт. Из Нижнего Новгорода отправляются прямые поезда в Москву, Санкт-Петербург, Адлер, Анапу, Новороссийск, Великий Новгород, Казань, Киров, а проходящие через станцию Нижний Новгород — Московский маршруты соединяют Нижний Новгород со всеми крупными городами России (Самара, Новый Уренгой, Новосибирск, Уфа и др.), ещё транзитом через станцию Нижний Новгород-Московский проходят международные поезда из Пекина, Улан-Батора, Минска, Бреста. Рядом с Московским вокзалом расположен Пригородный вокзал станции Нижний Новгород-Московский. Электропоезда с вокзала отправляются до станций Ковров-1, Муром, Дзержинск, Гороховец, Суроватиха, Вязники, Арзамас II, Семёнов, Шахунья, Моховые горы (Бор), Заволжье и других. Из Нижнего Новгорода в Москву, с остановками в Дзержинске, Коврове, Владимире, идут скоростные поезда «Стриж» и «Ласточка». В Санкт-Петербург — поезд «Сапсан».
На территории Канавинского района функционирует Детская железная дорога, протяженностью 3,5 км.
Водный транспорт. В районе находится Канавинская пристань, а также множество дебаркадеров с прогулочными яхтами.

## Образование
В районе имеется 18 школ, в том числе 2 гимназии, 32 дошкольных образовательных учреждения, 1 вечерняя сменная школа при исправительном учреждении, 2 специальных школы-интерната, центр образования, детский дом, Нижегородский техникум железнодорожного транспорта, Нижегородский педагогический колледж, Нижегородский бизнес колледж, Российский государственный гуманитарный университет (филиал).

## Культура и досуг
- Культурный центр «Пакгаузы»

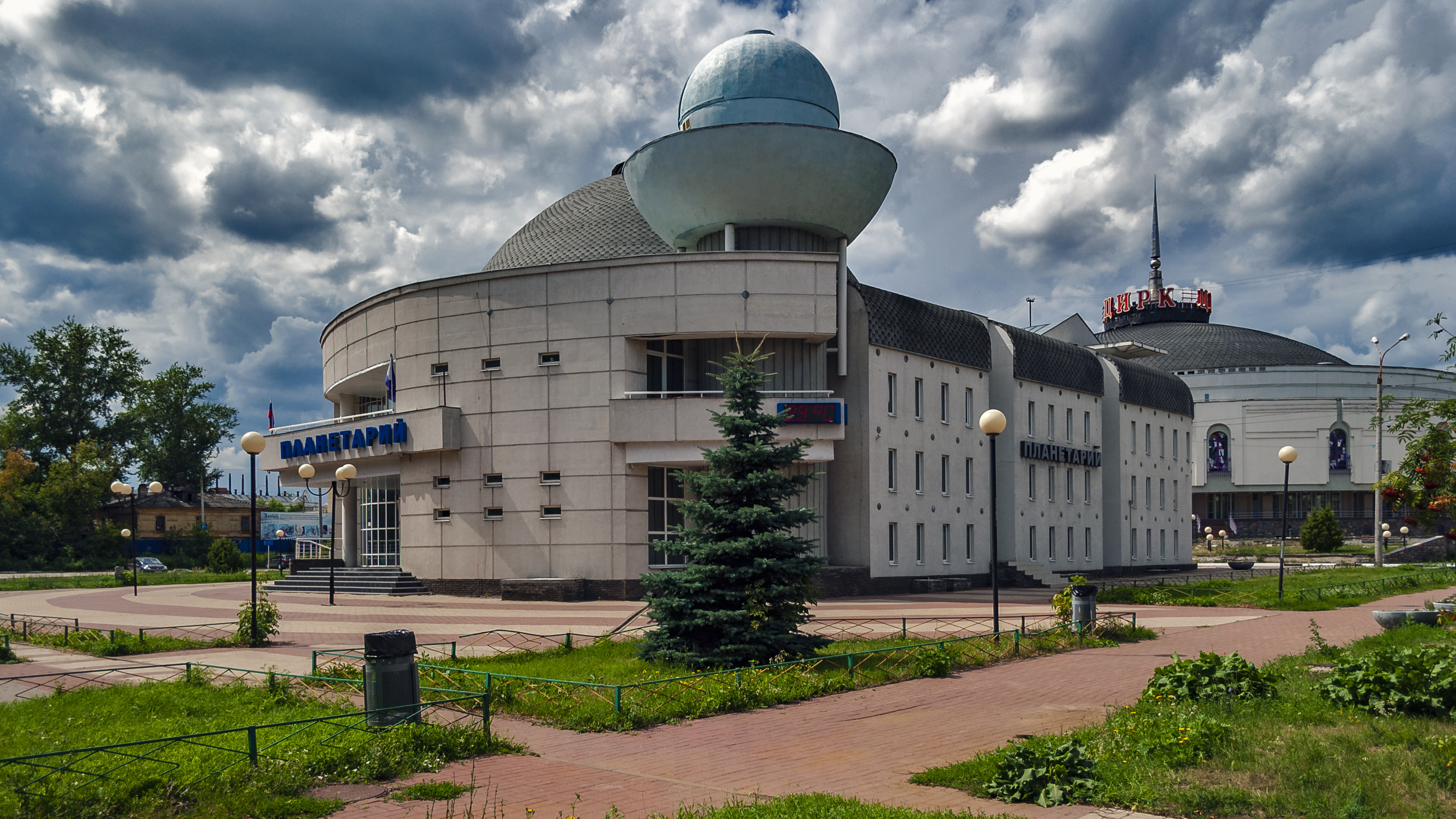
Нижегородский планетарий и цирк

- Театр «Вера» — Мещерский бульвар, 10.
- Гербовый зал Главного ярмарочного дома — ул. Совнаркомовская, 13 (пл. Ленина).
- Нижегородский цирк — ул. Коммунистическая, 38.
- Нижегородский планетарий — ул. Революционная, 20.
- Горьковская детская железная дорога имени М. Горького — ул. Октябрьской революции, 23.
- Десятизальный кинотеатр «Синема-парк» — ул. Бетанкура,1, ТРЦ «Седьмое небо».
- Cinema Star — Московское шоссе,12, ТРЦ «Рио».
- «Смена» — ул. Гордеевская, 80а.
- Дворец культуры им. Ленина — ул. Октябрьской революции, 33.
- Дворец культуры железнодорожников — ул. Июльских дней, 1а.
- Дворец культуры железнодорожников станции Нижний Новгород-Сортировочный — ул. Гороховецкая, 12.
- Дом культуры работников профтехобразования — ул. Украинская, 86.
- Музей «Паровозы России» — ул. Гороховецкая.
- Музей истории железнодорожного узла Горький-Сортировочный — ул. Клубная, 5.
- Музей истории и развития Горьковской железной дороги (Нижний Новгород) — ул. Гороховецкая, дом 12.
- Музей «История Канавина» в детской библиотеке им. А. Гайдара — ул. Мануфактурная, 9.

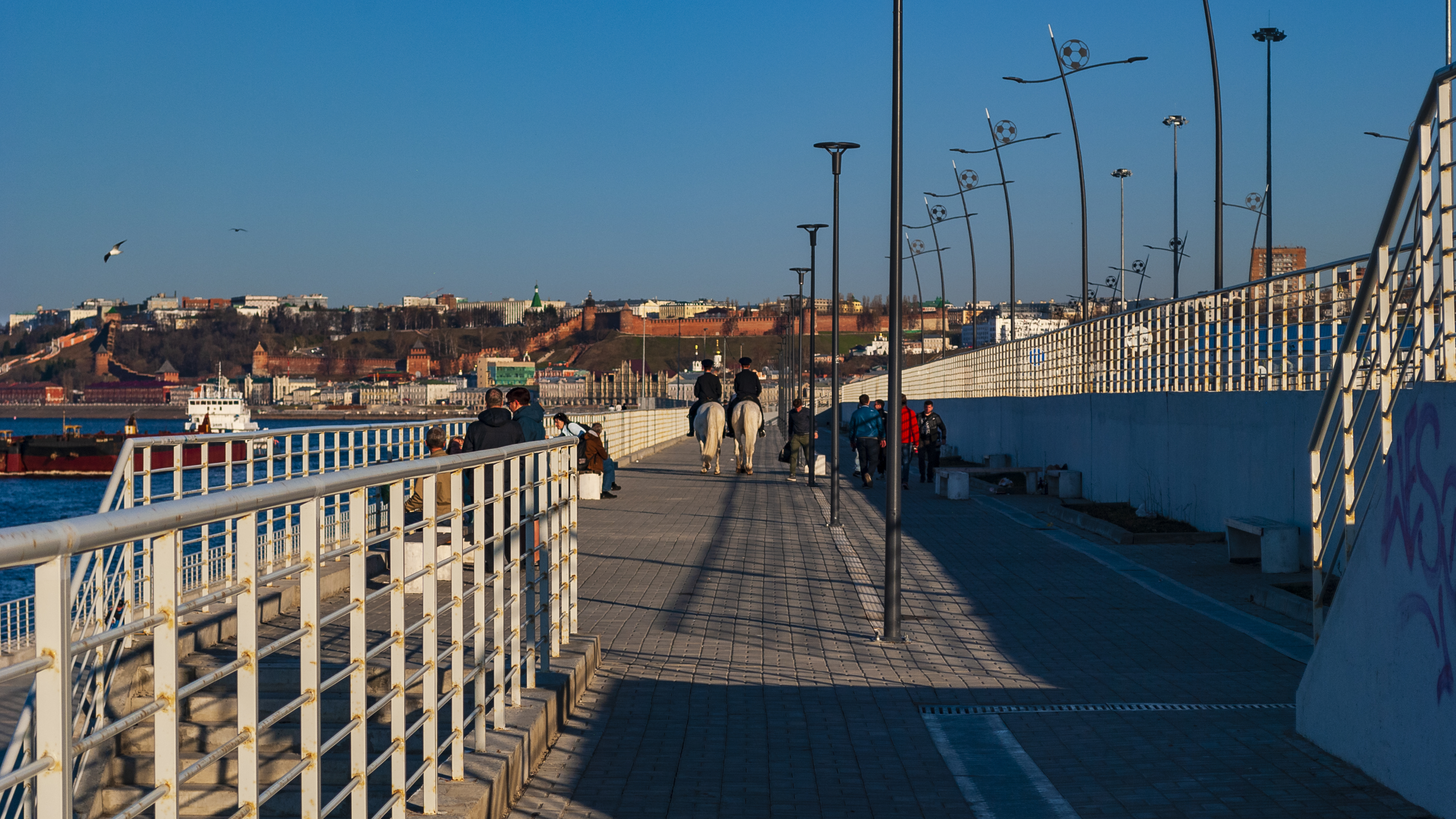
Волжская набережная возле стадиона

### Парки, скверы, зоны отдыха и лесопарковые зоны
- Парк культуры и отдыха имени 1 мая — ул. Октябрьской революции, 31.

Один из старейших парков в городе, заложен в 1894 году. Создание парка было приурочено к началу строительства в Нижнем Новгороде Всероссийской торгово-промышленной и художественной выставки. Во время выставки (1896 г.) на территории парка находились Царский павильон, оранжерея Д. М. Бурмистрова, центральное здание, торговый дом С. А. Прокофьева, здание книжной торговли И. Д. Сытина и др.
В настоящее время территория парка составляет 13,5 га. В парке работают аттракционы, кафе, есть несколько детских площадок, устроен пруд.
- Лесопарк «Берёзовая роща» — ул. Движенцев.
- Пляжная зона Сортировочного (Солдатского) озера — ул. Движенцев.
- Пляжная зона Мещерского озера — Мещерский бульвар.
- Пляжная зона реки Волги — Волжская набережная, улица Сергея Акимова.
- Пляжная зона озера в истоке реки Левинки — Московское шоссе (у больницы № 39).
- Пляжная зона озера Вторчермета, Московское шоссе, у дома № 292.
- Сквер «Мать и дитя» — ул. Заречная.
- Сквер имени 65-летия Победы — Московское шоссе, у домов № 13, 15, 17.

### Библиотеки
Централизованная библиотечная система Канавинского района:
- Центральная районная библиотека им. Ф. М. Достоевского — ул. Гороховецкая, дом 18а
- Библиотека им. А. Н. Островского — ул. Тонкинская, дом 9
- Библиотека им. А. С. Грибоедова — Московское шоссе, дом 280
- Библиотека им. А. Грина — ул. Акимова, дом 49
- Библиотека им. М. Е. Салтыкова-Щедрина — ул. Архимеда, дом 14а
- Библиотека им. Н. Г. Чернышевского — ул. Акимова, дом 9
- Центральная районная детская библиотека им. А. Пешкова — Московское шоссе, дом 140
- Библиотека им. А. Гайдара — ул. Мануфактурная, дом 9
- Библиотека им. В. Дубинина — ул. Чкалова, дом 27
- Библиотека им. К. Симонова — ул. Путейская, дом 10

### Спортивные сооружения
- Стадион «Нижний Новгород» — главный стадион города — ул. Бетанкура, 1А;
- Центральный стадион «Локомотив» — пер. Балаклавский, 1.
- Стадион «Локомотив» (посёлок Сортировочный) — ул. Движенцев, 30а.
- Дом спорта «Железнодорожник» — ул. Движенцев, 30а.
- Лыжная база «Железнодорожник» — ул. Движенцев, 30а.
- Стадион «Металлист» — ул. Вторчермета.
- Центр физической культуры и юношеского спорта — ул. Украинская, 10.
- МПУ «Спортивный центр „Мещера“» — ул. Карла Маркса, 17а.
- Спортивный комплекс «Искра» — ул. Коммунистическая, 79.
- Спортивный комплекс «Втормет» — ул. Вторчермета.
- Физкультурно-оздоровительный комплекс «Мещерский» — ул. Карла Маркса.

## Храмы, памятники истории и архитектуры

### Конфессиональные сооружения
Православные храмы 

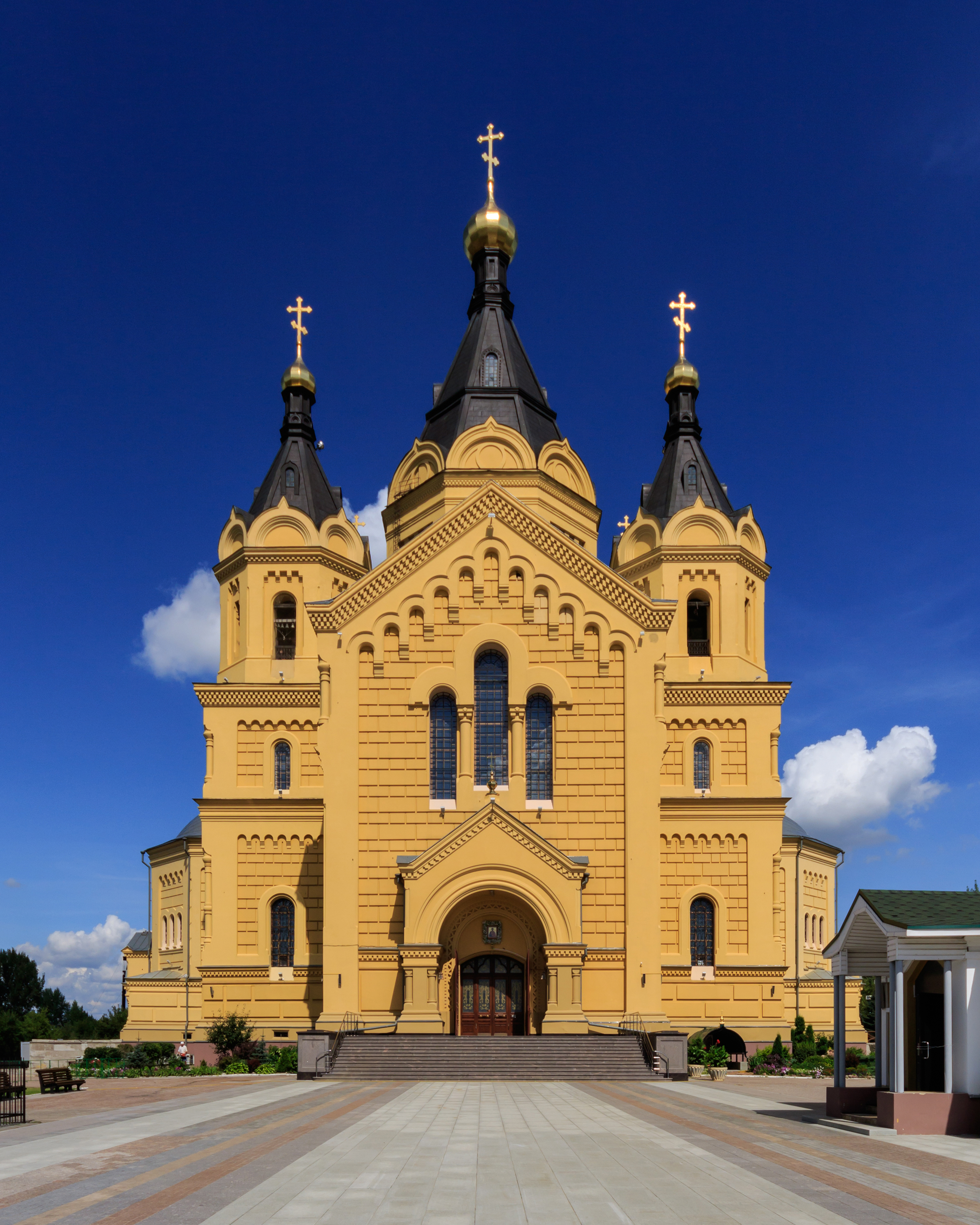
Собор Александра Невского

- Кафедральный собор Александра Невского. Комплекс зданий: собор (памятник федерального значения), дом причта, хозяйственные постройки (памятники регионального значения). Третье по величине храмовое сооружение России. (1868—1881 гг., архитекторы Р. Я. Килевейн, Л. В. Даль. Памятник федерального значения) — ул. Стрелка, 3 (Дом причта и хозяйственные постройки находятся по адресу — ул. Стрелка, 14).
- Спасский Староярмарочный собор. До 12 сентября 2009 года — кафедральный собор Нижегородской епархии. Комплекс зданий: собор (памятник федерального значения), дом причта (памятник регионального значения). (1818—1822 гг., архитекторы А. А. Бетанкур, О.Монферран) — Ярмарочный проезд, 10.
  - Крестильный храм при Спасском (Староярмарочном) соборе Происхождения Честных Древ Креста Господня (2000-е гг.) — Ярмарочный проезд, 10.
  - Часовня при Спасском (Староярмарочном) соборе Происхождения Честных Древ Креста Господня над могилой Митрополита Нижегородского и Арзамасского Николая (Кутепова) (2000-е гг.) — Ярмарочный проезд, 10.
- Церковь Смоленской Божьей матери (Строгановская) в Гордеевке (1698 год) — ул. Гордеевская, 141в.
- Церковь Владимирской Божьей матери в Гордеевке (начало XX века, архитектор Ф. П. Фёдоров.) — ул. Гордеевская, 141.
- Спасо-Преображенская (кладбищенская) церковь (1835 год) — ул. Интернациональная, 81а.
- Храм в честь Иверской иконы Божией Матери (2001 год) — ул. Кольцевая.
- Часовня Иконы Божией Матери Владимирская в Канавино (2003 год) — ул. Даля, площадь перед цирком.

Храмовые сооружения иных конфессий
- Христианский культурный центр Церкви Христиан-адвентисов седьмого дня — Комсомольское шоссе, 7.
- Церковь христиан веры евангельской пятидесятников «Благая весть» — ул. Айвазовского, 1.

### Памятники истории, гражданской и промышленной архитектуры, инженерного искусства

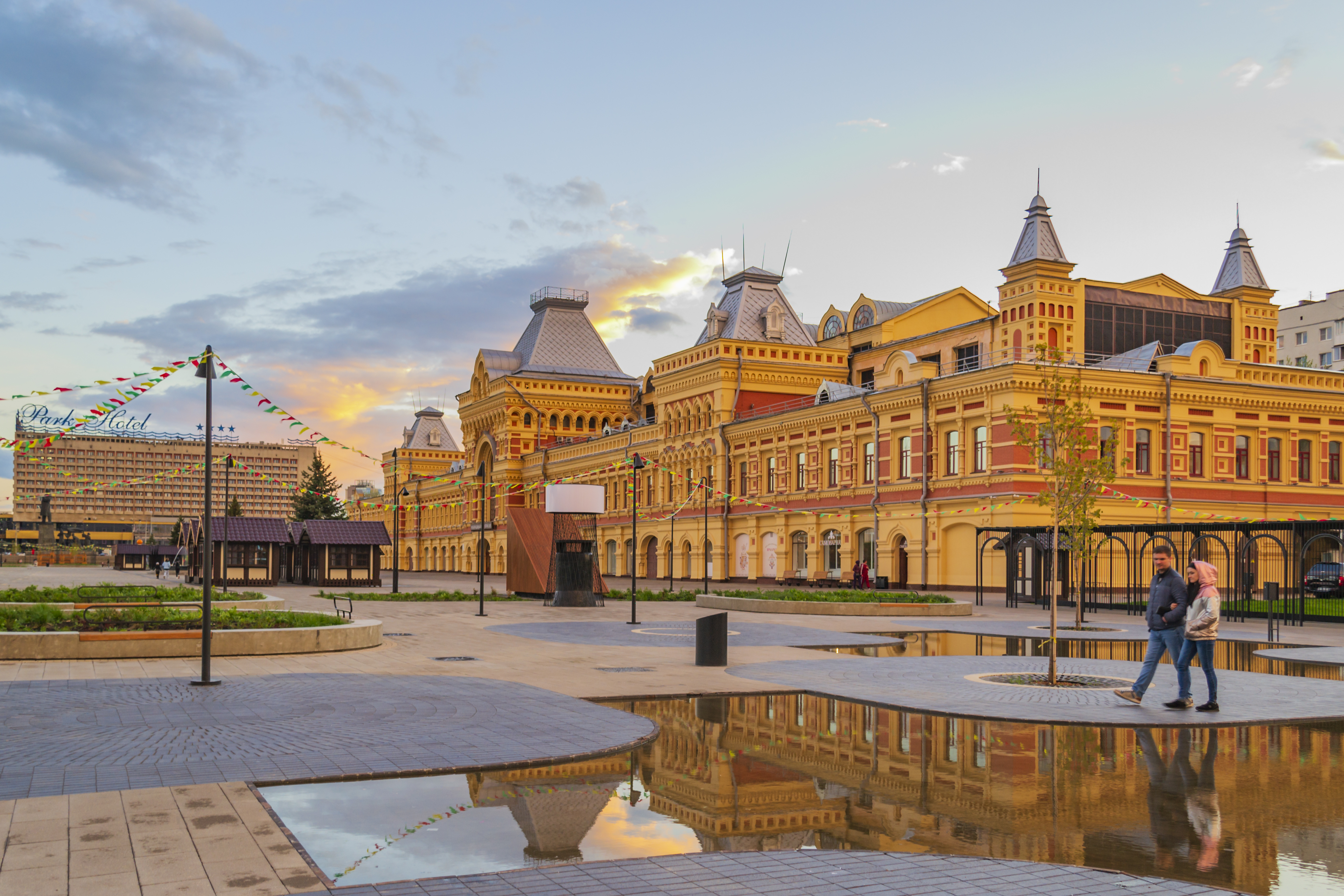
Нижний Новгород. Главный ярмарочный дом

- Главный ярмарочный дом (1890 г., архитекторы А. И. фон Гоген, Г. А. Трамбицкий, К. Г. Трейман. Памятник федерального значения) — ул. Совнаркомовская, 13 (площадь Ленина).
- Торгово-складской корпус Нижегородской ярмарки (конец XIX в.) — бульвар Мира, 16.
- Торгово-складской корпус Нижегородской ярмарки (архитектор Н. П. Иванов, 1888—1890, 1911—1912 гг.) — ул. Мануфактурная, 14.
- Торгово-складской корпус Нижегородской ярмарки (архитектор Н. П. Иванов, к. XIX в.) — ул. Мануфактурная, 16.
- Ярмарочная гостиница Ермолаевых (1896 г.) — ул. Стрелка, 1.
- Ярмарочная гостиница Никитиных (1880-е гг.) — ул. Стрелка, 13.
- Ярмарочное пожарное депо (1895 г.) — ул. Стрелка, 19.
- Ярмарочная водозаборная станция (начало XX в.) — ул. Стрелка, 21.
- Территория Всероссийской торгово-промышленной и художественной выставки 1896 года — ул. Октябрьской революции, территория парка им. 1-го Мая.

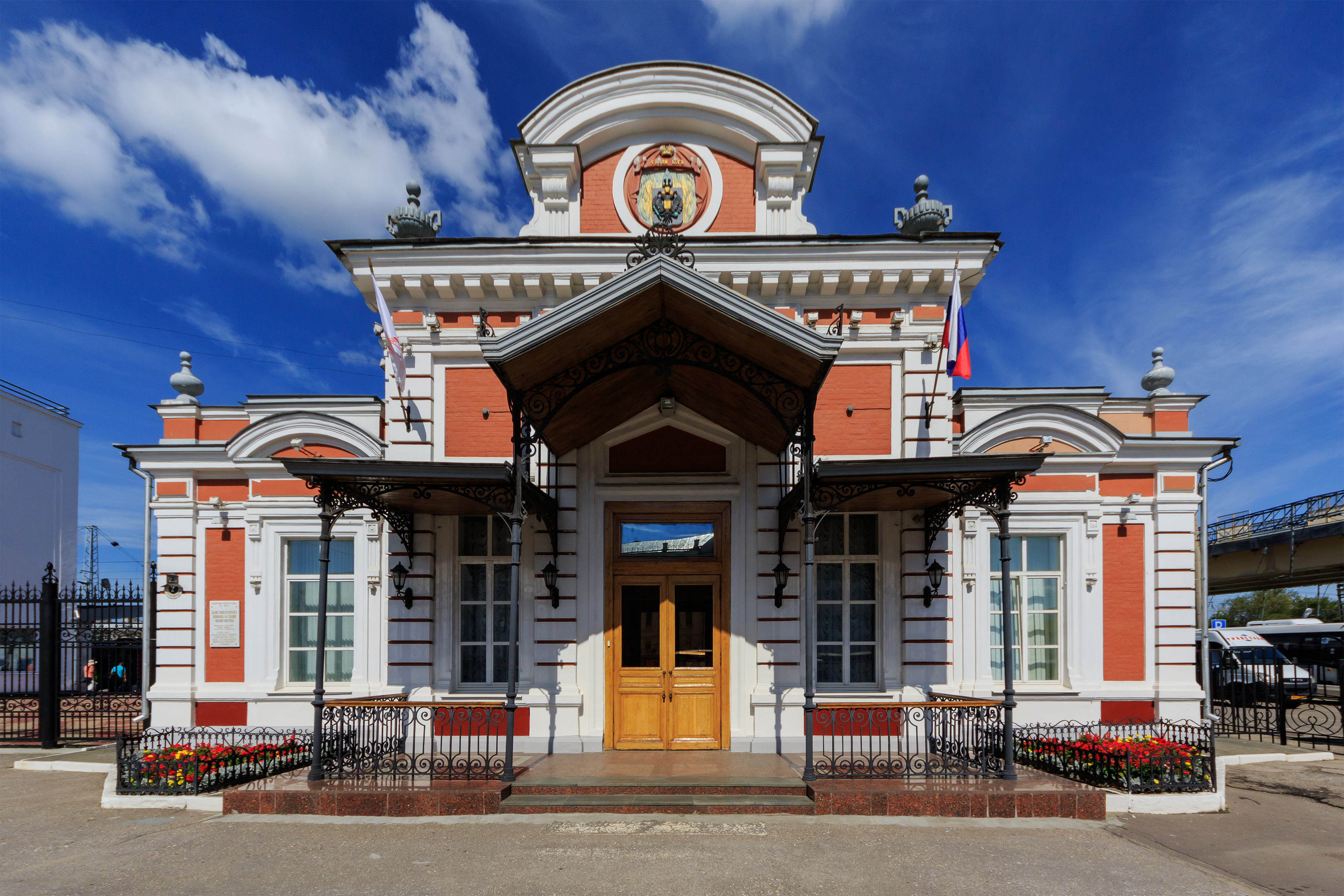
Нижний Новгород. «Царский» павильон при Московском вокзале (1896 г.)

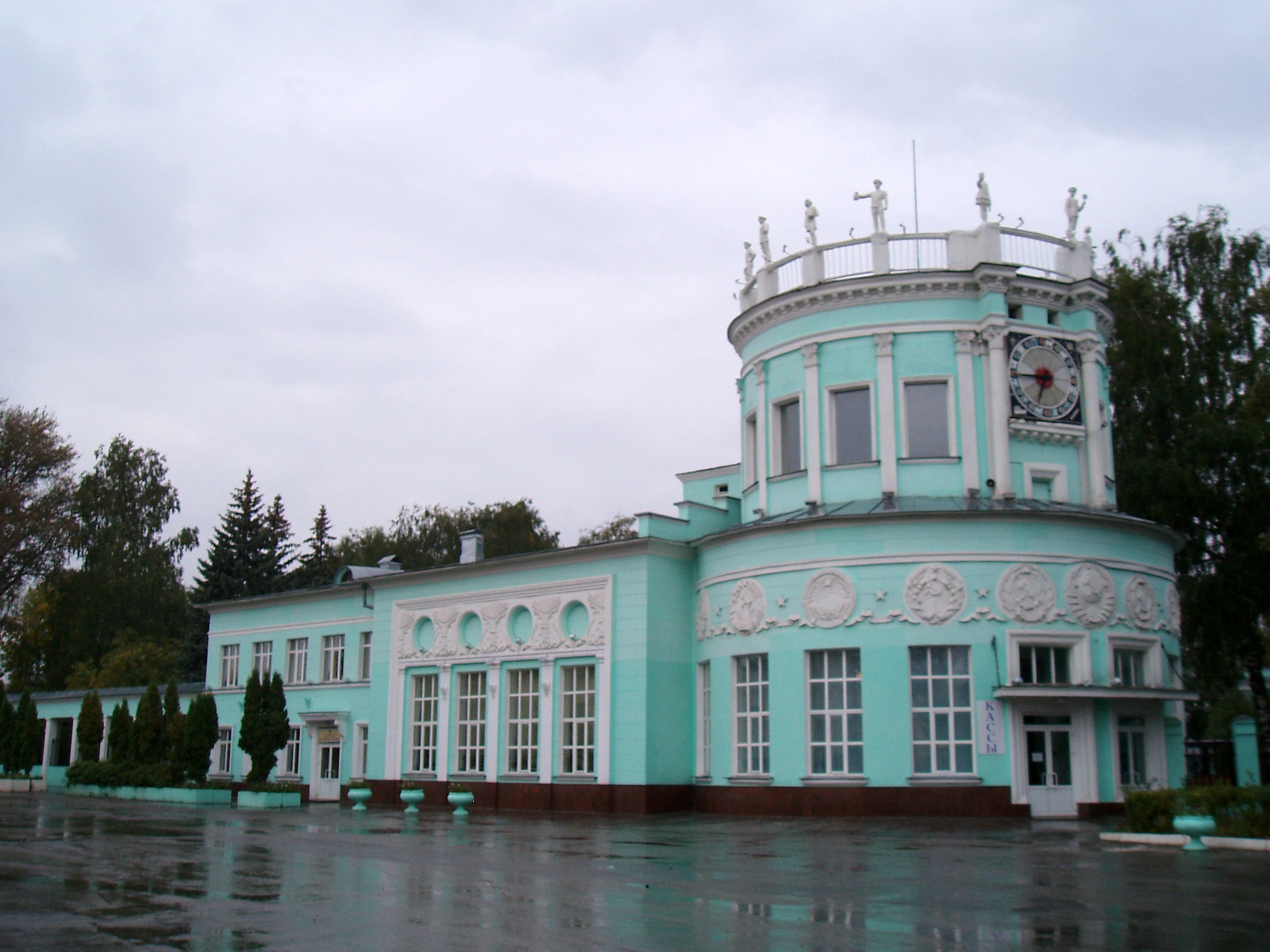
Нижний Новгород. Станция Родина Горьковской детской железной дороги

- Царский павильон на Московском вокзале (1896 г.) — пл. Революции.
- Экспозиционный павильон «Церковь — школа» Всероссийской торгово-промышленной и художественной выставки (1896 г.) — ул. Климовская, 84 (в районе пер. Балаклавский).
- Общественная богадельня имени Н. Ф. Ходалева с церковью (1901—1902 гг., архитектор О. И. Буковский) — ул. Октябрьской Революции, 25.
- Дом И. Я. Чеснокова, где в 1877—1881 гг. жил Алеша Пешков (А. М. Горький) — ул. Алёши Пешкова, 44.
- Слободское Канавинское училище (конец XVIII — начало XIX вв.), в котором в 1877—1879 гг. учился Алеша Пешков (А. М. Горький) — ул. Коммунистическая, 27.
- Бывшая городская Бабушкинская больница, в которой работал врач Долгополов, Нифонт Иванович (1897—1905 гг.) — ул. Долгополова, 49/44.
- Бывшее Башкировское училище (начало XX века, архитектор П. П. Малиновский), в котором в 1905 году находился центр вооруженного восстания канавинских рабочих — ул. Приокская, 6.
- Московский вокзал, построенное на месте старого вокзала, в котором в декабре 1905 года находился центр вооруженного восстания нижегородских рабочих — пл. Революции.
- Здание, где в июне-октябре 1918 года проходило формирование Волжской военной флотилии — ул. Советская, 13.
- Дом Н. Я. Кузнецова (1879 г., перестроен в н. XX века) — ул. Революционная, 20, планетарий.
- Доходный дом (2-я половина XIX в.) — ул. Советская, 9.
- Доходный дом советника коммерции, купца I-й гильдии Генриха Вильгельмовича Дюршмидта (конец XIX в.) — ул. Советская, 16.
- Доходный дом Н. А. Бугрова (1890-е гг., архитектор К. Г. Трейман) — ул. Советская, 20.
- Городская усадьба: главный дом, лавка, кирпичные ворота (конец XIX в.) — ул. Алеши Пешкова, 23.
- Доходный дом (2-я половина XIX в.) — ул. Фильченкова, 12.
- Доходный дом (середина XIX в.) — ул. Луначарского, 23.
- Жилой дом (начало XX в.) — ул. Марата, 23/2.
- Доходный дом купца Теребилина, И. С. Дорожнова (1909 г.) — ул. Гордеевская, 2.
- Дом Теребилиных (2-я половина XIX в.) — ул. Гордеевская, 61.
- Комплекс мукомольной мельницы Я. Е. Башкирова: корпус заводоуправления, корпус мельницы, общежитие для рабочих (2-я половина XIX в.)- ул. Интернациональная, 94, 96.
- Вокзал железнодорожной станции Канавино (начало XX в.) — Московское шоссе, 4 (Сормовский поворот).
- Станция Родина Горьковской детской железной дороги (архитектор А. А. Яковлев, 1937 г.) — ул. Октябрьской Революции, 23.
- Бывшее городское управление милиции (1955 г., архитектор Л. А. Нифонтов) — ул. Совнаркомовская, 21.
- Дворец культуры им. В. И. Ленина (1928 г., архитекторы Е. М. Мичурин, С. А. Новиков, В. А. Чистов, А. Н. Полтанов) — ул. Октябрьской Революции, 33.

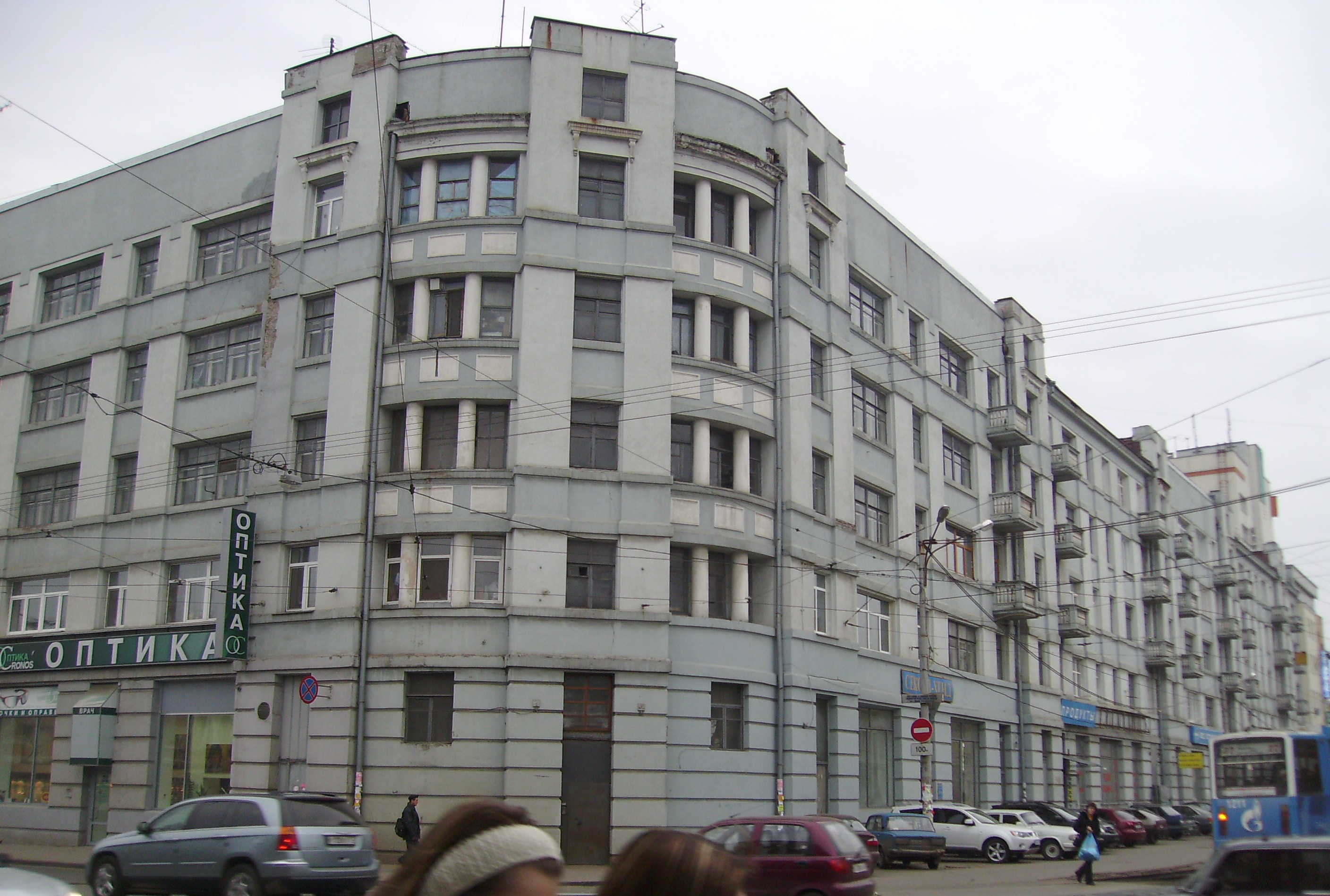
Нижний Новгород. Жилой дом в стиле постконструктивизма на улице Советской

- Жилой дом (1935 г., архитектор Е. М. Мичурин) — ул. Советская, 19/2.
- Дом-коммуна «Дом железнодорожника» (1929—1934 гг.) — пл. Революции, 4.

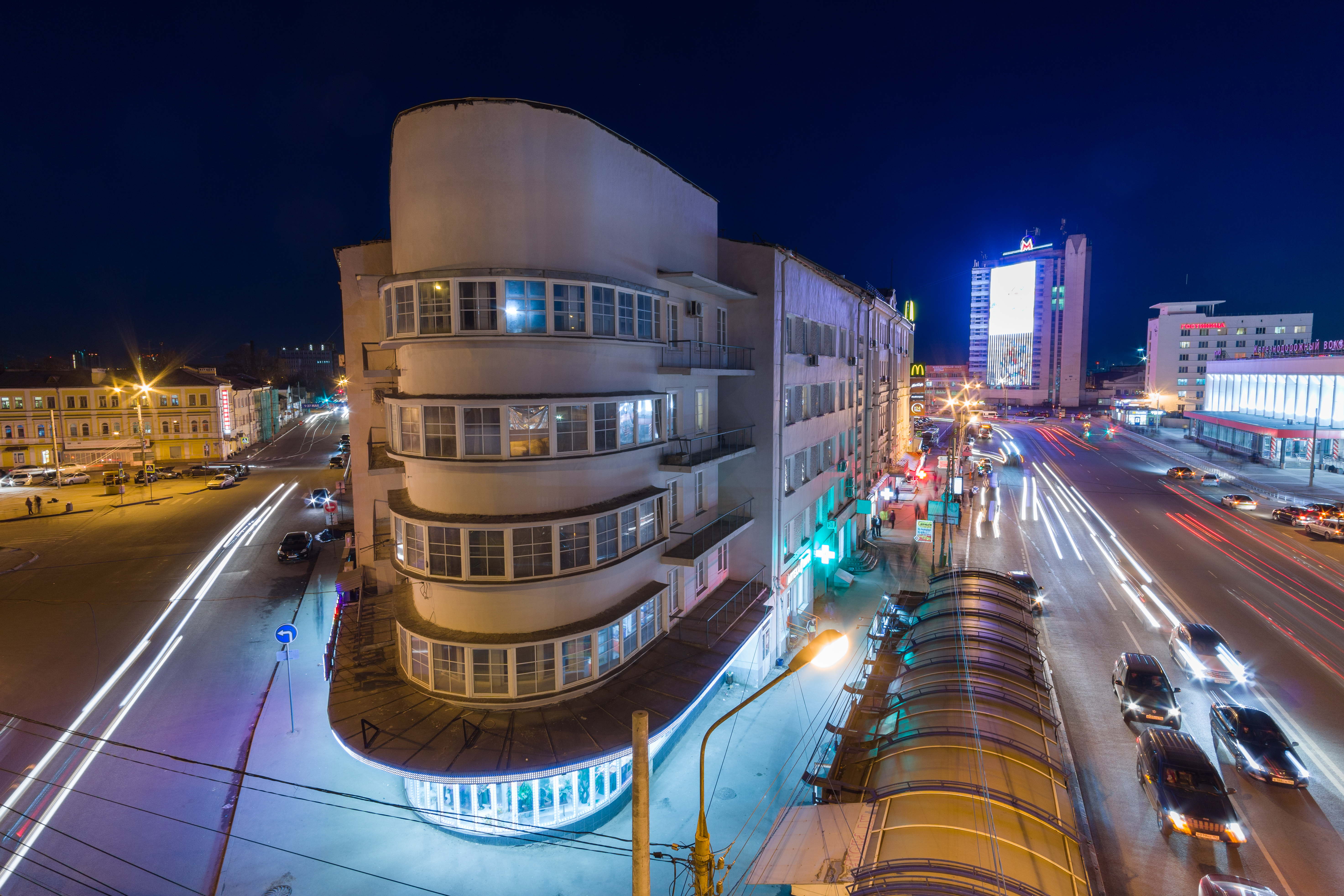
Дом-коммуна «Дом железнодорожника»

- Центральный универсальный магазин (старый корпус) (1936—1953 гг., архитекторы В. Н. Рымаренко, А. Ф. Жуков) — ул. Фильченкова, 10.
- Чугунный фонтан (1840-е гг.) — пл. Ленина, перед Главным ярмарочным домом.
- Чугунный фонтан (1840-е гг.) — ул. Октябрьской революции, сквер перед ДК им. Ленина.

### Исторические и архитектурные объекты, не охраняемые государством
- Винные корпуса Нижегородской ярмарки (2 половина 19 в.)- ул. Стрелка, 4, 4а, 4б.
- Дом на Царской улице Нижегородской ярмарки (н.20 в.) — ул. Совнаркомовская, 1.
- Здание полицейской части (конец XIX в.) — ул. Советская, 22.
- Доходный дом (конец XIX в.) — ул. Советская, 18.
- Доходный дом (конец XIX в.) — ул. Совнаркомовская, 42.
- Доходный дом (конец XIX в.) — ул. Марата, 1.
- Комплекс доходных домов (конец XIX в.) — ул. Советская, 3, 5, 7.
- Комплекс доходных домов (конец XIX в.) — ул. Советская, 9, ул. Интернациональная, 1, ул. Коммунистическая, 2.
- Доходный дом (конец XIX в.) — ул. Советская, 11.
- Корпус хлопчатобумажных изделий на Сибирской улице Нижегородской ярмарки (конец XIX в.) — ул. Должанская, 37.
- Доходный дом (конец XIX в.) — ул. Фильченкова, 24.
- Доходный дом (конец XIX в.) — ул. Фильченкова, 26.
- Доходный дом (конец XIX в.) — ул. Обухова, 11.
- Дом причта Владимирской слободской церкви Кунавина (конец XIX в., сама церковь находилась на месте современного здания Нижегородского цирка) — ул. Коммунистическая, 43.
- Корпус мельничного завода купца Кошелева (конец XIX в.) — ул. Интернациональная, 95.
- Здание на территории Всероссийской торгово-промышленной и художественной выставки 1896 года — ул. Климовская, 86а.
- Жилой дом (конец XIX в.), в котором прошли детские годы Народной артистки РСФСР Людмилы Хитяевой — ул. Луначарского, 7.
- Жилой дом, яркий образец сталинского ампира (30-е гг. XX в.) — ул. Октябрьской революции, 35, 35а.
- Жилой дом, яркий образец сталинского ампира (30-е гг. XX в.) — ул. Октябрьской революции, 64.
- Комплекс Канавинских бань (30-е гг. XX в.) — ул. Октябрьской революции, 62.

### Мемориалы, памятники известным людям и памятные знаки
- Памятник В. И. Ленину и скульптурная композиция (1970 г., скульптор Ю. Г. Нерода, архитекторы В. В. Воронков, Ю. В. Воскресенский. Памятник искусства регионального значения) — пл. Ленина.
- Мемориал "Бронепоезд «Козьма Минин» — ул. Июльских дней, у ДК Железнодорожников.
- Памятный камень, установленный к 100-летию проведения Всероссийской художественно-промышленной выставки (1996 г.) — парк им. 1 мая.
- Памятник ликвидаторам аварии на Чернобыльской АЭС (2009 г., авторы: И. И. Лукин, С. А. Тимофеев) — Ярмарочный проезд, перед Спасским (староярмарочным) собором.
- Скульптура солдата со стелой рабочим мукомольного завода — ул. Интернациональная, 95.

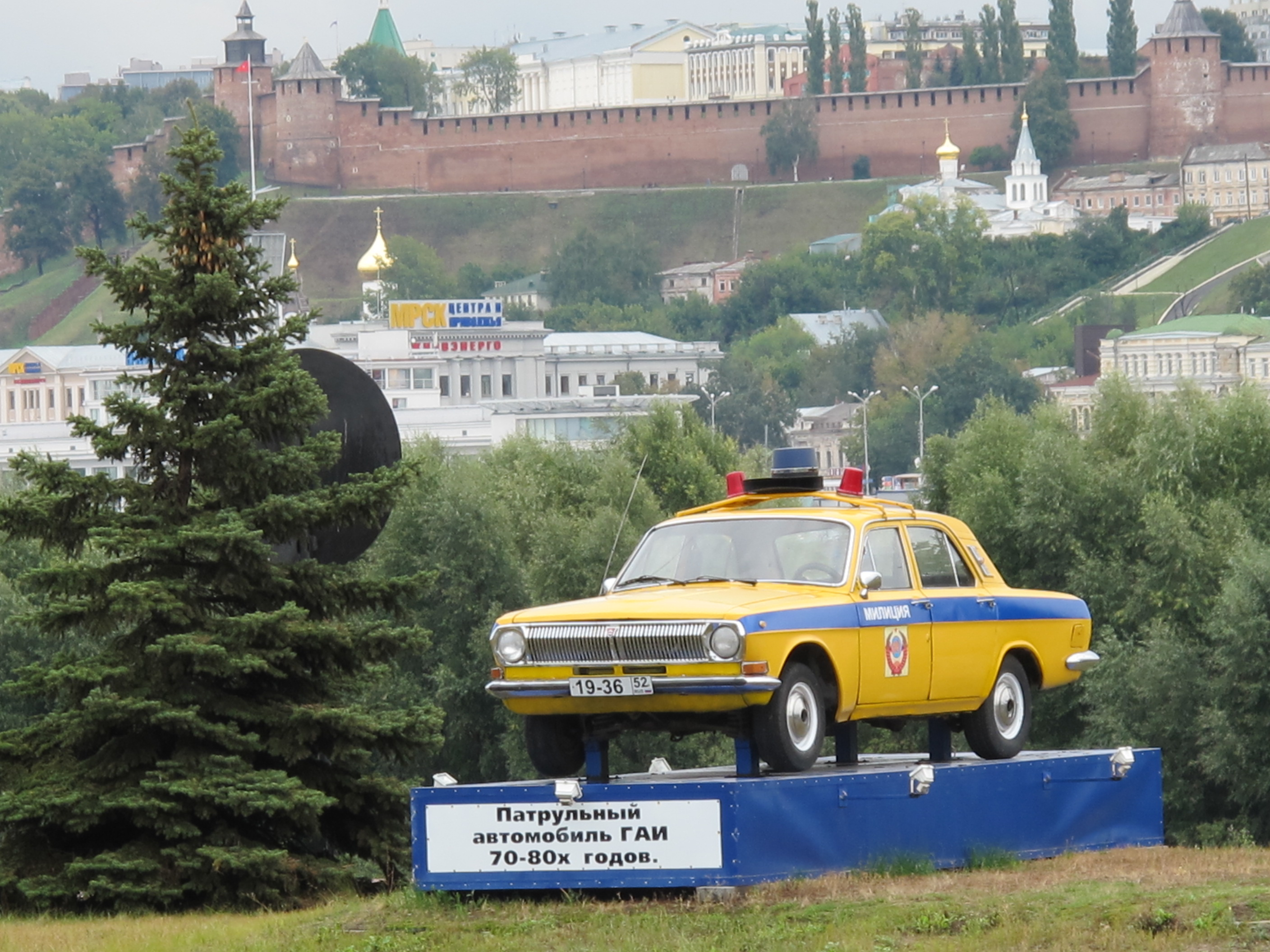
Памятник «Патрульный автомобиль Государственной автомобильной инспекции ГАЗ-24 „Волга“»

- Бюст Ивана Кенига, с 1863 по 1868 гг. — начальника Московско-Нижегородской железной дороги, с 1868 по 1880 гг. — начальника Николаевской железной дороги (2012 г., скульптор И. И. Лукин) — площадь Железнодорожников (на пересечении улицы Октябрьской революции и проспекта Ленина).
- Памятник Максиму Горькому — ул. Октябрьской революции, 23 (территория станции Родина Горьковской детской железной дороги им. Горького).
- Памятник «Солдат-победитель» с Вечным огнём и аллеей Славы — ул. Интернациональная, 100 (территория ГЗАС им. А. С. Попова).
- Памятник погибшим в годы Великой Отечественной войны — ул. Литвинова, 74 (территория завода «Нормаль»).
- Стела воинам-железнодорожникам, погибшим в годы Великой Отечественной войны — ул. Гороховецкая, у станции Горький-Сортировочный.
- Обелиск погибшим в годы Великой Отечественной войны — шоссе Жиркомбината, 11 (территория Нижегородского масло-жирового комбината).
- Обелиск погибшим в годы Великой Отечественной войны — Московское шоссе, 52 (территория Нижегородского металлургического завода).
- Скульптурная композиция «Мать и дитя» — ул. Гороховецкая.
- Обелиск воинам-десантникам, участникам локальных конфликтов (1980 г.) — ул. Мануфактурная, 16а (у гимназии № 2).
- Обелиск войнам Великой Отечественной войны — Комсомольское шоссе, 16 (территория ОАО «Красный якорь»).
- Обелиск памяти рабочих завода «Вторчермет», погибших в годы Великой Отечественной войны — ул. Вторчермета, 1 (территория ОАО «Втормет»).
- Стела памяти воинов ВОВ и тружеников тыла—железнодорожников — Московское шоссе, у Пригородного вокзала Нижний Новгород-Московский.
- Стела с Вечным огнём «Героям-комсомольцам, погибшим в годы Великой Отечественной войны» — ул. Григорьева.
- Памятник «Патрульный автомобиль Государственной автомобильной инспекции ГАЗ-24 „Волга“» (2008 г.) — ул. Стрелка, 3 (набережная реки Оки перед зданием ГИБДД ГУМВД по Нижегородской области).
- Памятник погибшим сотрудникам Государственной автомобильной инспекции — ул. Стрелка, 3 (набережная реки Оки перед зданием ГИБДД ГУМВД по Нижегородской области).

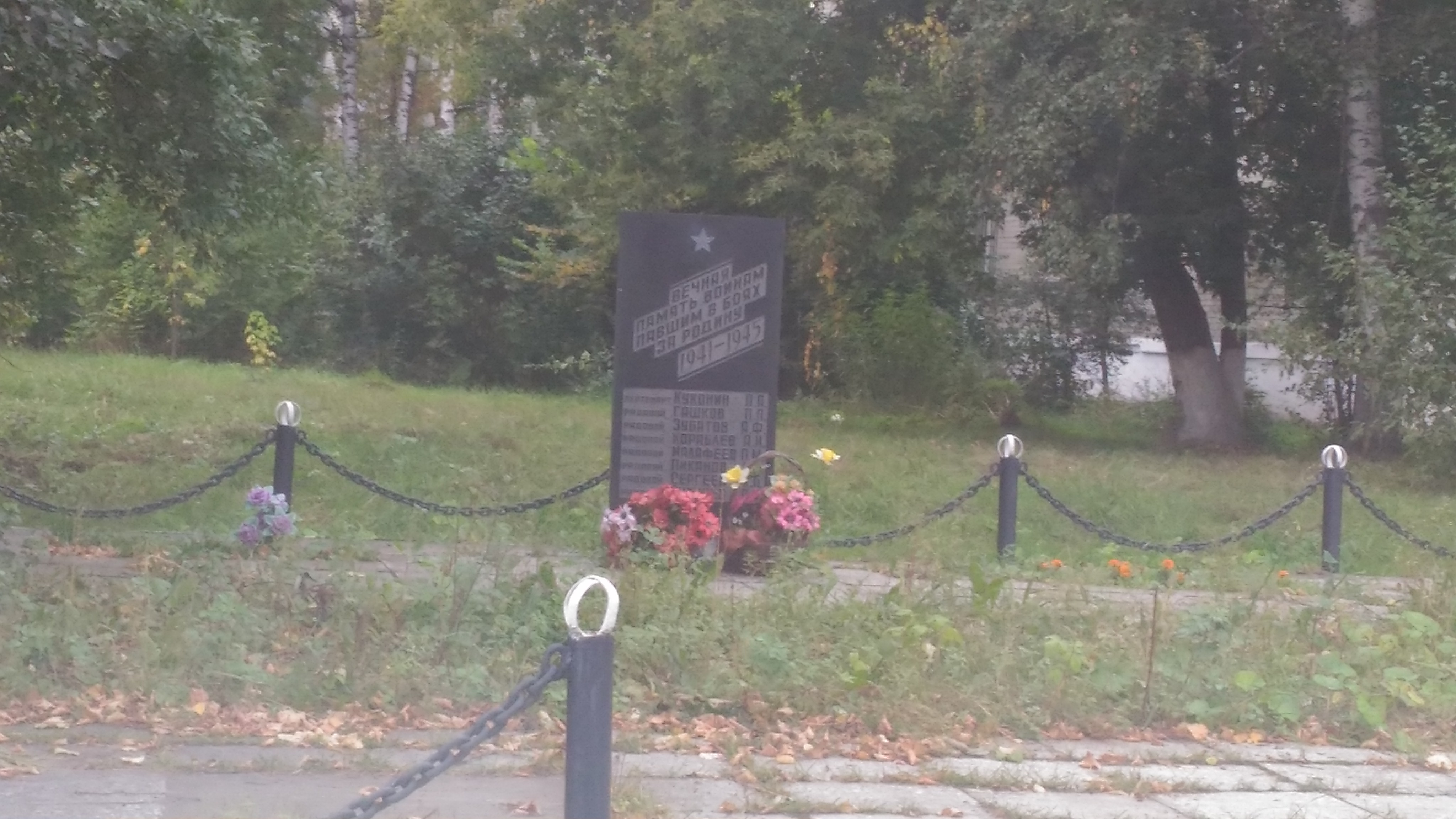
Нижний Новгород, Братская могила воинов Великой Отечественной войны, умерших от ран, на территории бывшего кладбища села Ратманиха (у дома № 12 по улице Тихорецкой)

- Обелиск в честь участников Великой Отечественной войны — ул. Крановая.
- Памятный знак в честь 65-летия Победы в Великой Отечественной войне — Московское шоссе, у дома № 17.
- Памятник Святым Петру и Февронии Муромским (открыт 8 июля 2015 г.) — Парк им. 1 мая (ул. Октябрьской революции)
- Монумент горьковчанам, ушедшим с завода спецавтомобилей на фронт, а также труженикам тыла, ковавшим Великую Победу (2015 г.) — пересечение улиц Правды и Июльских дней

### Братские могилы
- Братская могила участников Великой Отечественной войны, умерших от ран — ул. Тихорецкая, у дома № 12 (посёлок Берёзовский, территория старого кладбища).